# Daubhausen
Daubhausen ist ein Ortsteil der Gemeinde Ehringshausen im mittelhessischen Lahn-Dill-Kreis.
Die Ortschaft liegt rechts der Dill am südöstlichen Ausläufer des Westerwaldes.

## Geschichte

### Ortsgeschichte
Archäologische Funde lassen auf eine Besiedlung in der Zeit zwischen 800 und 450 v. Chr. schließen. Erstmals urkundlich erwähnt wird das Dorf im Mai 1255. 1685 wurden etwa 150 glaubensflüchtige Hugenotten aus Frankreich von Wilhelm Moritz Graf zu Solms-Greifenstein im Dorf angesiedelt. Vorher waren die deutschen Einwohner umgesiedelt worden. In der Kirche von Daubhausen wurde noch zu Beginn des 19. Jahrhunderts in französischer Sprache gepredigt. 1935 wurde in der Kirche eine Gedenktafel mit den Namen der 37 angesiedelten Hugenotten-Familien angebracht. Heute gibt es nur noch Nachkommen von zwei Familien.
Hessische Gebietsreform (1970–1977)
Im Zuge der Gebietsreform in Hessen wurden zum 1. Januar 1977 die Gemeinden Ehringshausen, Breitenbach, Daubhausen, Katzenfurt, Kölschhausen und Niederlemp kraft Landesgesetz zur neuen Großgemeinde Ehringshausen zusammengeschlossen.  Für Daubhausen wurde wie für alle nach Ehringshausen eingegliederten Gemeinden ein Ortsbezirk eingerichtet. Sitz der Gemeindeverwaltung blieb Ehringshausen.

### Verwaltungsgeschichte im Überblick
Die folgende Liste zeigt die Staaten und Verwaltungseinheiten, denen Daubhausen angehört(e):
- vor 1806: Heiliges Römisches Reich, Fürstentum Solms-Braunfels, Anteil der Grafschaft Solms, Amt Greifenstein
- ab 1806: Herzogtum Nassau,[Anm. 2] Amt Greifenstein[Anm. 3]
- ab 1816: Königreich Preußen,[Anm. 4] Provinz Großherzogtum Niederrhein, Regierungsbezirk Koblenz, Kreis Braunfels[8]
- ab 1822: Königreich Preußen, Rheinprovinz, Regierungsbezirk Koblenz, Kreis Wetzlar[Anm. 5]
- ab 1866: Norddeutscher Bund,[Anm. 6] Königreich Preußen, Rheinprovinz, Regierungsbezirk Koblenz, Kreis Wetzlar
- ab 1871: Deutsches Reich, Königreich Preußen, Rheinprovinz, Regierungsbezirk Koblenz, Kreis Wetzlar
- ab 1918: Deutsches Reich (Weimarer Republik), Freistaat Preußen, Rheinprovinz, Regierungsbezirk Koblenz, Kreis Wetzlar
- ab 1932: Deutsches Reich, Freistaat Preußen, Provinz Hessen-Nassau, Regierungsbezirk Wiesbaden, Kreis Wetzlar
- ab 1944: Deutsches Reich, Freistaat Preußen, Provinz Nassau, Kreis Wetzlar
- ab 1945: Amerikanische Besatzungszone,[Anm. 7] Groß-Hessen, Regierungsbezirk Wiesbaden, Kreis Wetzlar
- ab 1949: Bundesrepublik Deutschland, Land Hessen, Regierungsbezirk Wiesbaden, Kreis Wetzlar
- ab 1968: Bundesrepublik Deutschland, Land Hessen, Regierungsbezirk Darmstadt, Kreis Wetzlar
- ab 1977: Bundesrepublik Deutschland, Land Hessen, Regierungsbezirk Darmstadt, Lahn-Dill-Kreis, Gemeinde Ehringshausen[Anm. 8]
- ab 1981: Bundesrepublik Deutschland, Land Hessen, Regierungsbezirk Gießen, Lahn-Dill-Kreis, Gemeinde Ehringshausen

## Bevölkerung

### Einwohnerstruktur 2011
Nach den Erhebungen des Zensus 2011 lebten am Stichtag, dem 9. Mai 2011, in Daubhausen 459 Einwohner. Darunter waren 21 (4,6 %) Ausländer.
Nach dem Lebensalter waren 78 Einwohner unter 18 Jahren, 177 zwischen 18 und 49, 105 zwischen 50 und 64 und 99 Einwohner waren älter.
Die Einwohner lebten in 201 Haushalten. Davon waren 54 Singlehaushalte, 60 Paare ohne Kinder und 75 Paare mit Kindern, sowie 12 Alleinerziehende und 3 Wohngemeinschaften. In 39 Haushalten lebten ausschließlich Senioren und in 132 Haushaltungen lebten keine Senioren.

### Einwohnerentwicklung
| Daubhausen: Einwohnerzahlen von 1834 bis 2017 | Daubhausen: Einwohnerzahlen von 1834 bis 2017 | Daubhausen: Einwohnerzahlen von 1834 bis 2017 | Daubhausen: Einwohnerzahlen von 1834 bis 2017 | Daubhausen: Einwohnerzahlen von 1834 bis 2017 |
| --- | --------------------------------------------- | --------------------------------------------- | --------------------------------------------- | --------------------------------------------- |
| Jahr |                                               |                                               |                                               | Einwohner                                     |
| 1834 | 1834                                          |                                               | 200                                           | 200                                           |
| 1840 | 1840                                          |                                               | 239                                           | 239                                           |
| 1846 | 1846                                          |                                               | 273                                           | 273                                           |
| 1852 | 1852                                          |                                               | 257                                           | 257                                           |
| 1858 | 1858                                          |                                               | 270                                           | 270                                           |
| 1864 | 1864                                          |                                               | 282                                           | 282                                           |
| 1871 | 1871                                          |                                               | 247                                           | 247                                           |
| 1875 | 1875                                          |                                               | 232                                           | 232                                           |
| 1885 | 1885                                          |                                               | 247                                           | 247                                           |
| 1895 | 1895                                          |                                               | 254                                           | 254                                           |
| 1905 | 1905                                          |                                               | 253                                           | 253                                           |
| 1910 | 1910                                          |                                               | 269                                           | 269                                           |
| 1925 | 1925                                          |                                               | 257                                           | 257                                           |
| 1939 | 1939                                          |                                               | 269                                           | 269                                           |
| 1946 | 1946                                          |                                               | 438                                           | 438                                           |
| 1950 | 1950                                          |                                               | 434                                           | 434                                           |
| 1956 | 1956                                          |                                               | 385                                           | 385                                           |
| 1961 | 1961                                          |                                               | 360                                           | 360                                           |
| 1967 | 1967                                          |                                               | 369                                           | 369                                           |
| 1970 | 1970                                          |                                               | 373                                           | 373                                           |
| 1980 | 1980                                          |                                               | ?                                             | ?                                             |
| 1990 | 1990                                          |                                               | ?                                             | ?                                             |
| 2000 | 2000                                          |                                               | ?                                             | ?                                             |
| 2011 | 2011                                          |                                               | 459                                           | 459                                           |
| 2014 | 2014                                          |                                               | 481                                           | 481                                           |
| 2017 | 2017                                          |                                               | 457                                           | 457                                           |
| Datenquelle: Historisches Gemeindeverzeichnis für Hessen: Die Bevölkerung der Gemeinden 1834 bis 1967. Wiesbaden: Hessisches Statistisches Landesamt, 1968. Weitere Quellen: LAGIS; Zensus 2011; Gemeinde Ehringshausen |                                               |                                               |                                               |                                               |

### Historische Religionszugehörigkeit
| • 1834: | 297 evangelische Einwohner (zusammen mit Greifenthal)              |
| • 1961: | 285 evangelische (= 79,17 %), 73 katholische (= 20,28 %) Einwohner |

## Politik
Für Daubhausen besteht ein Ortsbezirk (Gebiete der ehemaligen Gemeinde Daubhausen) mit Ortsbeirat und Ortsvorsteher nach der Hessischen Gemeindeordnung.
Der Ortsbeirat besteht aus fünf Mitgliedern. Bei den Kommunalwahlen in Hessen 2021 betrug die Wahlbeteiligung zum Ortsbeirat 60,33 %. Dabei wurden gewählt: zwei Mitglieder der CDU und drei Mitglieder der SPD. Der Ortsbeirat wählte Johannes Huttel (SPD) zum Ortsvorsteher.

## Kultur und Sehenswürdigkeiten
Die barocke Hugenottenkirche von 1710 hat einen wehrhaften Chorturm des 13./14. Jahrhunderts. Die Alte Schule von 1838 dient seit 2008 als Hugenottenmuseum.
Eine Sehenswürdigkeit in Daubhausen ist der heutige Löschwasserteich, welcher ehemals ein Freibad war. Das Freibad existiert bereits seit 1975 nicht mehr.

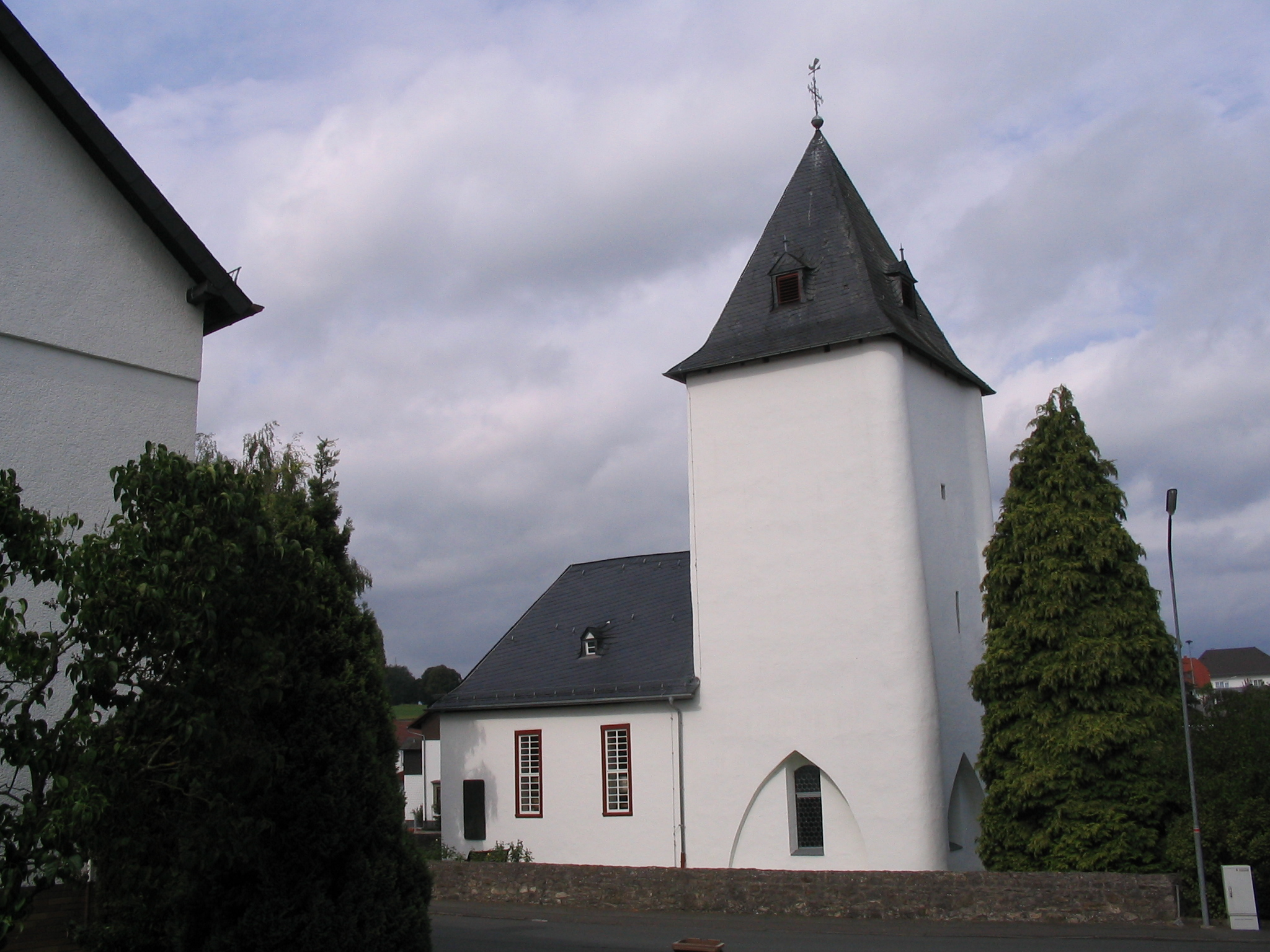
Evangelische Kirche
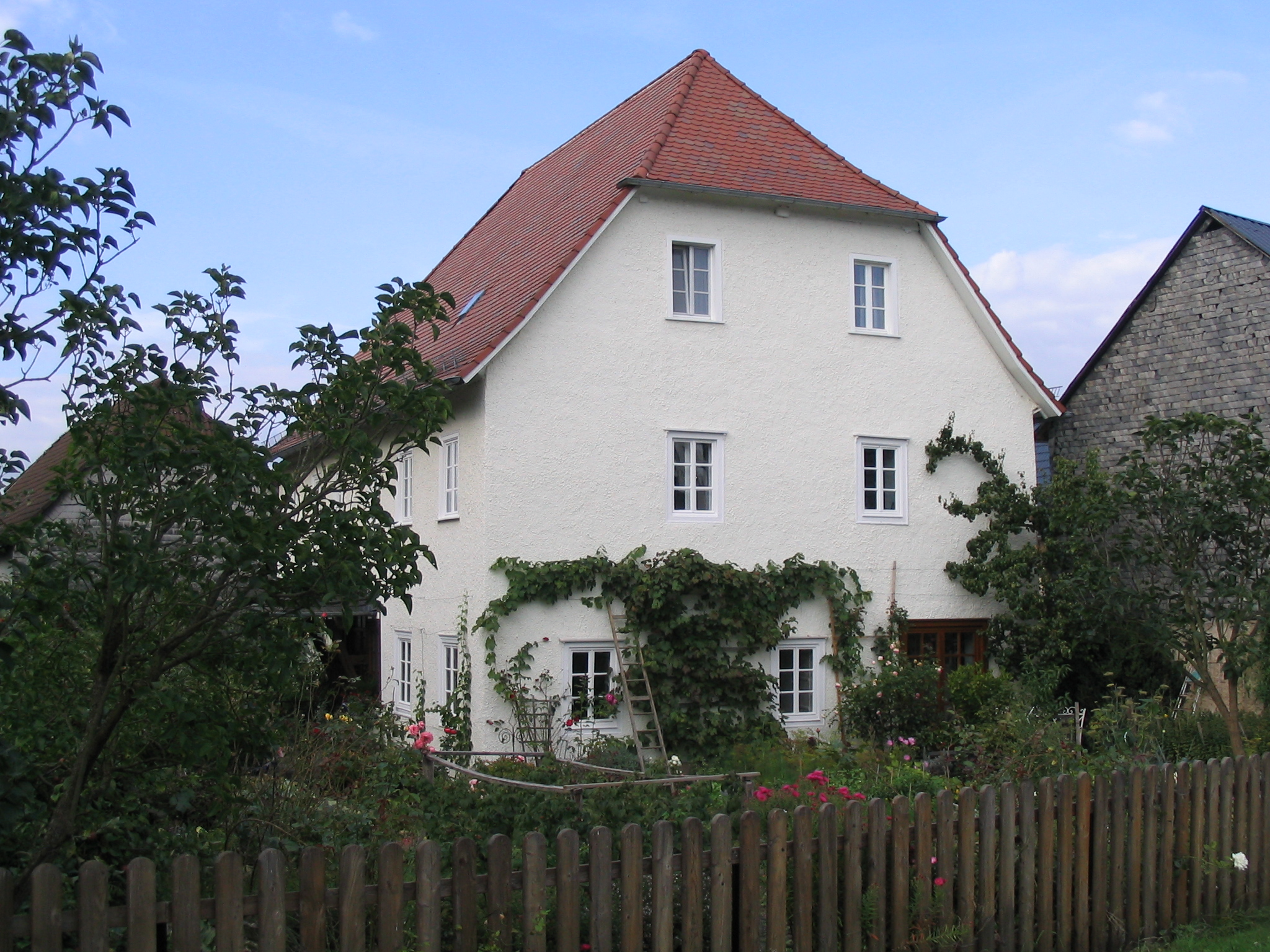
Ehemaliges Pfarrhaus
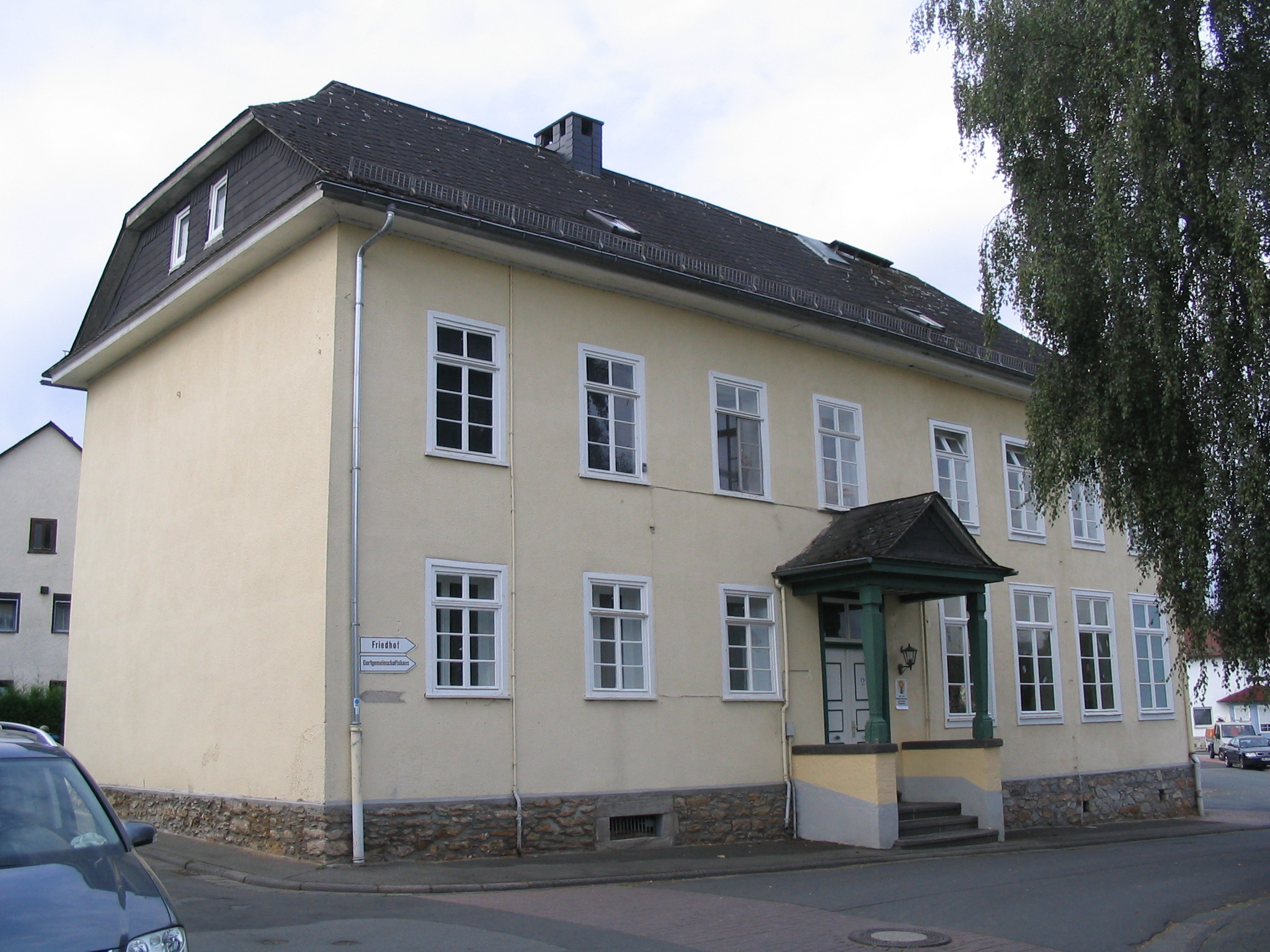
Alte Schule in Daubhausen